# Two International Finance Centre
Two International Finance Centre (případně jen International Finance Centre) je druhý nejvyšší mrakodrap v Hongkongu.
Má 90 poschodí, 62 výtahů, výška nejvyššího poschodí je 401,9 metrů, výška ke střeše je 406,9 metrů a celková výška po nejvyšší bod 415,8 metrů.